# K-1T
K-1T（ウクライナ語: К-1Т）は、ウクライナの鉄道車両メーカーであるタトラ＝ユークが展開する路面電車車両。車内全体の床上高さを抑えた超低床電車で、ウクライナ各地の路面電車への導入が行われており、K1Tとも呼ばれている。

## 概要
2018年に開発が発表された、車内全体の床上高さを350 mmに抑えた超低床電車。車体設計にはモジュール構造を採用しており、後述のように顧客の需要に応じた多様な設計が可能である。台車は振動を抑制する軸ばね・枕ばねの2段式サスペンションが用いられている他、制動装置には電磁ブレーキが用いられており、走行費用の削減が図られている。車内はバリアフリーに対応するためフリースペースや乗降用スロープが標準仕様で設けられており、空調は冷房・暖房双方に対応している（HVAC）。
顧客によって変動する需要に対応するため、K-1Tは以下の例を始めとした複数の車種が設定されている。各車種の形式番号（104、206など）のうち、最初の桁の番号は編成内の車体数、3桁目の番号は車軸の数を示す。
- K-1T104（К-1Т104） - ボギー車、全長約16- 17 m級。
- K-1T206（К-1Т206） - 2車体連接車、全長23 m級。
- K-1T306（К-1Т306） - 3車体連接車、全長26 - 27 m級。
- K-1T308（К-1Т308） - 3車体連接車、全長32 - 33 m級。中間車体はK-1T306と比べて長い。

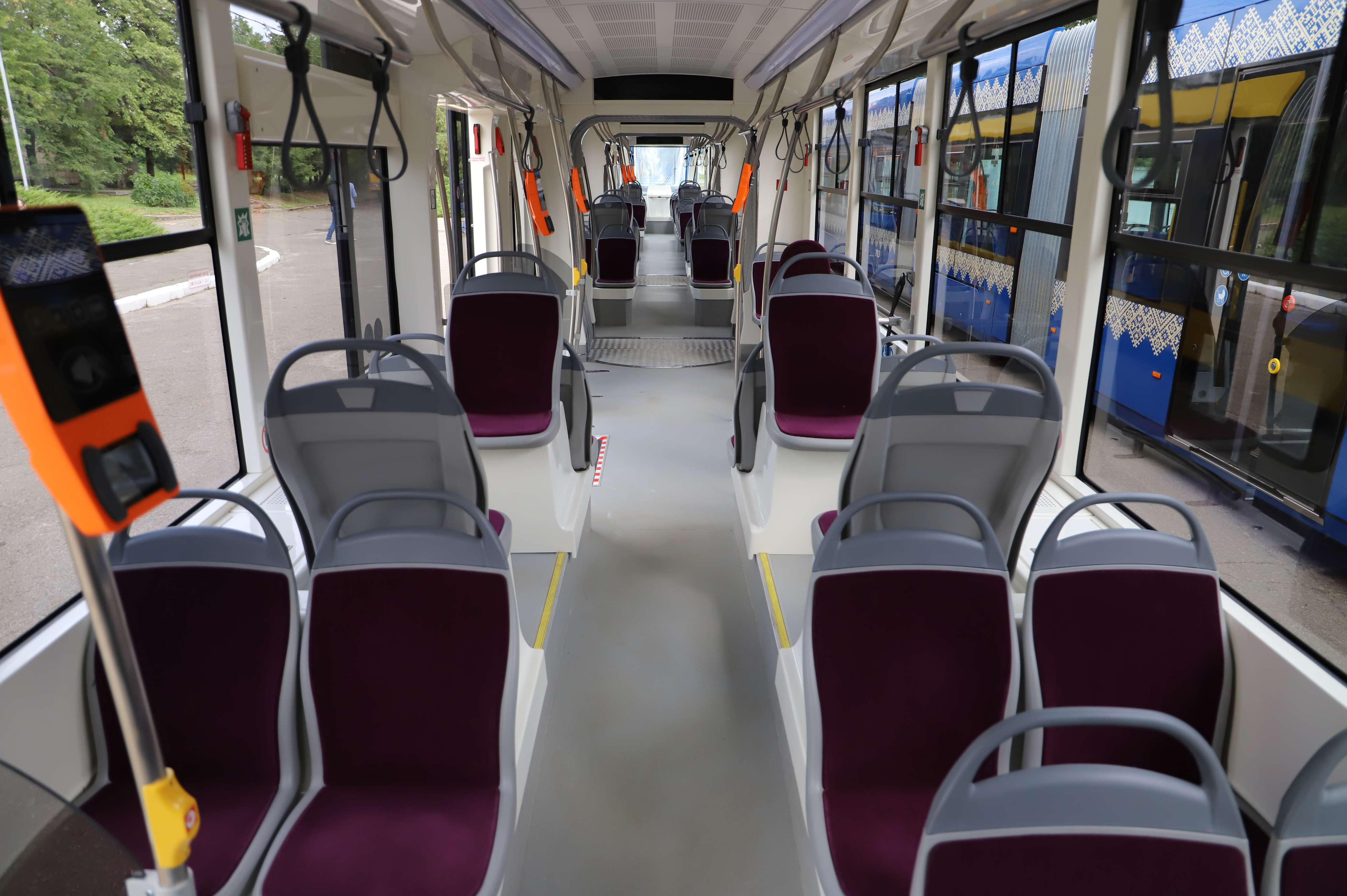
車内
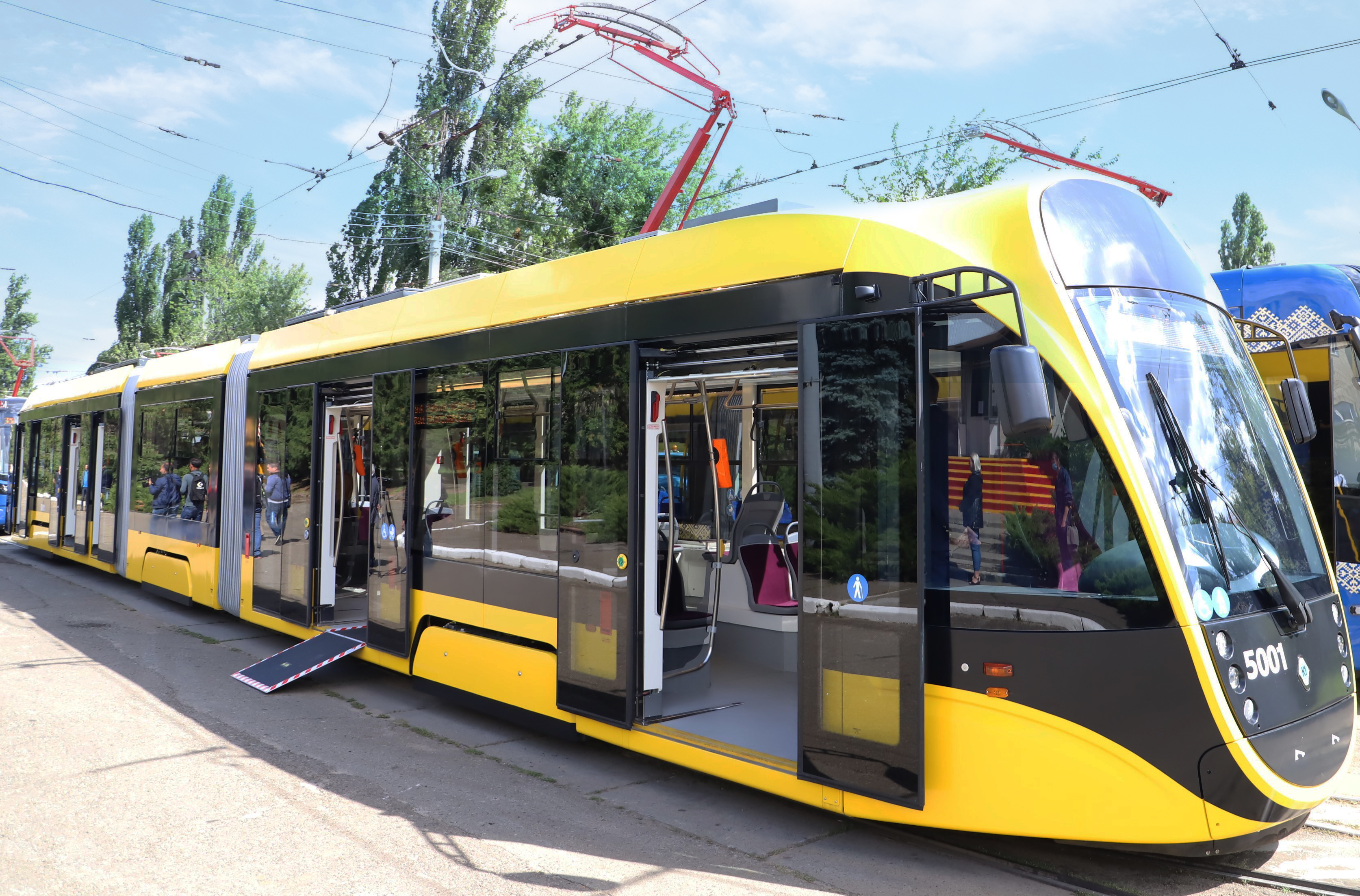
キーウで展示されたK-1T306（2021年撮影）

## 運用
2024年現在、K-1Tのうち3車体連接車のK-1T306が以下の都市に導入されている。これらの車両は都市によって乗降扉の構造を始めとした一部設計や塗装が異なっている。
| K-1T 導入都市一覧       | K-1T 導入都市一覧 | K-1T 導入都市一覧 |
| 都市                    | 導入車両数        | 備考・参考        |
| ----------------------- | ----------------- | ----------------- |
| キーウ (キーウ市電)     | 20両              | [ 7 ]             |
| オデッサ (オデッサ市電) | 13両(予定)        |                   |